# Orthogonale Regression

Orthogonale Regression. Die roten Linien stellen die Abstände der Messwertpaare von der Ausgleichsgeraden dar.

In der Statistik dient die orthogonale Regression (genauer: orthogonale lineare Regression) zur Berechnung einer Ausgleichsgeraden für eine endliche Menge metrisch skalierter Datenpaare {\displaystyle (x_{i},y_{i})} nach der Methode der kleinsten Quadrate. Wie in anderen Regressionsmodellen wird dabei die Summe der quadrierten Abstände der {\displaystyle (x_{i},y_{i})} von der Geraden minimiert. Im Unterschied zu anderen Formen der linearen Regression werden bei der orthogonalen Regression nicht die Abstände in {\displaystyle x}- bzw. {\displaystyle y}-Richtung verwendet, sondern die orthogonalen Abstände. Dieses Verfahren unterscheidet nicht zwischen einer unabhängigen und einer abhängigen Variablen. Damit können – anders als bei der linearen Regression – Anwendungen behandelt werden, bei denen beide Variablen {\displaystyle x} und {\displaystyle y} messfehlerbehaftet sind.
Die orthogonale Regression ist ein wichtiger Spezialfall der Deming-Regression. Sie wurde erstmals 1840 im Zusammenhang mit einem geodätischen Problem von Julius Weisbach angewendet, 1878 von Robert James Adcock in die Statistik eingeführt und in allgemeinerem Rahmen 1943 von W. E. Deming für technische und ökonomische Anwendungen bekannt gemacht.

## Rechenweg
Es wird eine Gerade
{\displaystyle y=\beta _{0}+\beta _{1}x}
gesucht, die die Summe der quadrierten Abstände der {\displaystyle (x_{i},y_{i})} von den zugehörigen Fußpunkten {\displaystyle (x_{i}^{*},y_{i}^{*})} auf der Geraden minimiert. Wegen {\displaystyle y_{i}^{*}=\beta _{0}+\beta _{1}x_{i}^{*}} berechnet man diese quadrierten Abstände zu {\displaystyle (y_{i}-\beta _{0}-\beta _{1}x_{i}^{*})^{2}+(x_{i}-x_{i}^{*})^{2}}, deren Summe minimiert werden soll:
{\displaystyle SSR=\sum _{i=1}^{n}{\Big (}(y_{i}-\beta _{0}-\beta _{1}x_{i}^{*})^{2}+(x_{i}-x_{i}^{*})^{2}{\Big )}\ \to \ \min _{\beta _{0},\beta _{1},x_{i}^{*}}SSR}
Für die weitere Rechnung werden die folgenden Hilfswerte benötigt:
{\displaystyle {\overline {x}}={\frac {1}{n}}\sum _{i=1}^{n}x_{i}}     (arithmetisches Mittel der {\displaystyle x_{i}})
{\displaystyle {\overline {y}}={\frac {1}{n}}\sum _{i=1}^{n}y_{i}}     (arithmetisches Mittel der {\displaystyle y_{i}})
{\displaystyle s_{x}^{2}={\tfrac {1}{n-1}}\sum _{i=1}^{n}(x_{i}-{\overline {x}})^{2}}     (Stichprobenvarianz der {\displaystyle x_{i}})
{\displaystyle s_{y}^{2}={\tfrac {1}{n-1}}\sum _{i=1}^{n}(y_{i}-{\overline {y}})^{2}}     (Stichprobenvarianz der {\displaystyle y_{i}})
{\displaystyle s_{xy}={\tfrac {1}{n-1}}\sum _{i=1}^{n}(x_{i}-{\overline {x}})(y_{i}-{\overline {y}})}     (Stichprobenkovarianz der {\displaystyle (x_{i},y_{i})})
Damit ergeben sich die Parameter zur Lösung des Minimierungsproblems:
{\displaystyle \beta _{1}={\frac {s_{y}^{2}-s_{x}^{2}+{\sqrt {(s_{y}^{2}-s_{x}^{2})^{2}+4s_{xy}^{2}}}}{2s_{xy}}}}
{\displaystyle \beta _{0}={\overline {y}}-\beta _{1}{\overline {x}}}
Die {\displaystyle x}-Koordinaten der Fußpunkte berechnet man mit
{\displaystyle x_{i}^{*}=x_{i}+{\frac {\beta _{1}}{\beta _{1}^{2}+1}}(y_{i}-\beta _{0}-\beta _{1}x_{i})}

## Alternativer Rechenweg

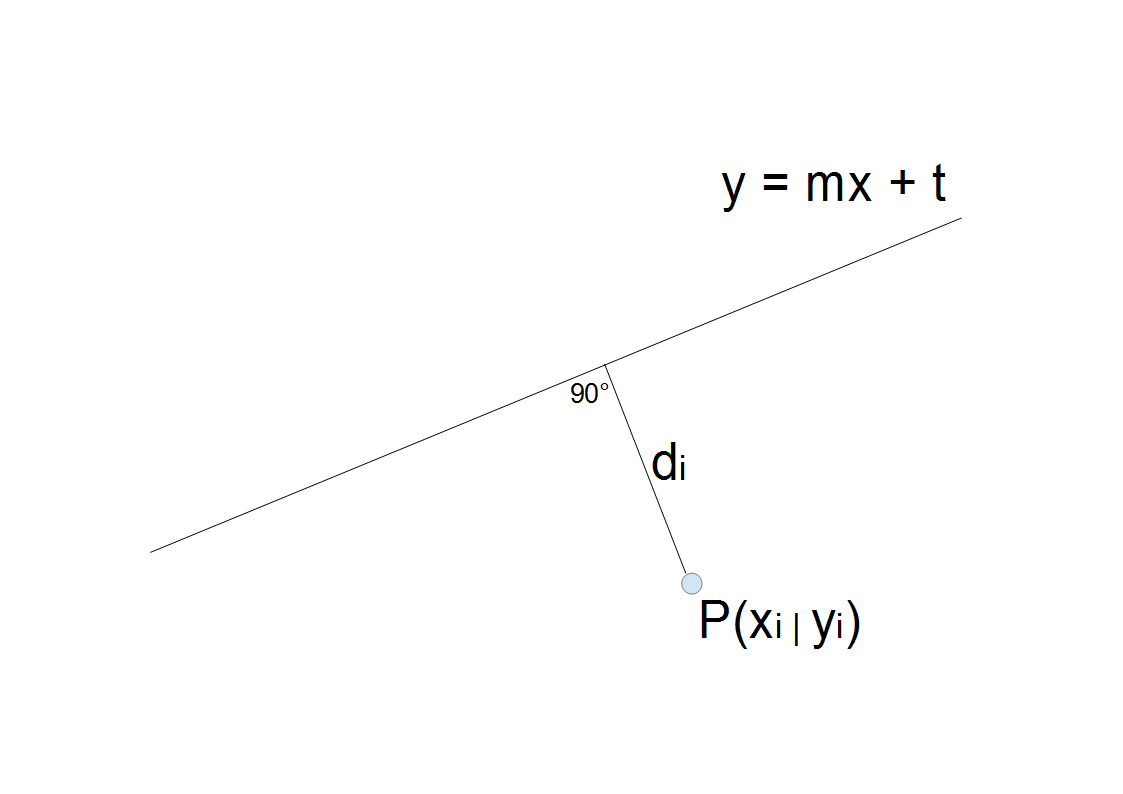
Abstand di eines Punktes P(xi;yi) zur Geraden y=mx+t

Der geometrische Abstand {\displaystyle d_{i}} eines Messpunktes {\displaystyle P(x_{i}|y_{i})} zu einer Ausgleichsgeraden
{\displaystyle f(x)=mx+t}
lässt sich wegen {\displaystyle d_{i}:(y_{i}-(mx_{i}+t))=1:{\sqrt {1+m^{2}}}} wie folgt berechnen:
{\displaystyle d_{i}^{2}={\frac {(y_{i}-(mx_{i}+t))^{2}}{1+m^{2}}}}
Gesucht sind nun die Koeffizienten {\displaystyle m} und {\displaystyle t} mit der kleinsten Summe der Fehlerquadrate.
{\displaystyle \min _{m,t}\sum _{i=1}^{N}d_{i}^{2}}

### Berechnung der partiellen Ableitung nacht
Die Gleichung
{\displaystyle {\frac {\partial }{\partial t}}\sum _{i=1}^{N}{\frac {(y_{i}-(mx_{i}+t))^{2}}{1+m^{2}}}=0}
ergibt als Lösung
{\displaystyle t={\overline {y}}-m{\overline {x}}}
Dabei wird als {\displaystyle {\overline {x}}} der Mittelwert der {\displaystyle x}-Koordinaten der Messpunkte bezeichnet. Analog dazu ist {\displaystyle {\overline {y}}} der Mittelwert der {\displaystyle y}-Koordinaten der Messpunkte. Diese Lösung hat auch zur Folge, dass der Punkt {\displaystyle P({\overline {x}}|{\overline {y}})} stets auf der Ausgleichsgeraden liegt.

### Berechnung der partiellen Ableitung nachm
Die Gleichung
{\displaystyle {\frac {\partial }{\partial \,m}}\sum _{i=1}^{N}{\frac {(y_{i}-(mx_{i}+t))^{2}}{1+m^{2}}}=0}
ergibt folgende quadratische Gleichung:
{\displaystyle m^{2}S_{xy}+m(S_{xx}-S_{yy})-S_{xy}=0}
Dabei sind
{\displaystyle S_{xx}=\sum _{i=1}^{N}(x_{i}-{\overline {x}})^{2}\;} und {\displaystyle \;S_{yy}=\sum _{i=1}^{N}(y_{i}-{\overline {y}})^{2}}
die Quadratsummen der Messwerte von {\displaystyle X} und {\displaystyle Y} und
{\displaystyle S_{xy}=\sum _{i=1}^{N}(x_{i}-{\overline {x}})(y_{i}-{\overline {y}})}
die Produktsumme zwischen {\displaystyle X} und {\displaystyle Y}.
Auf Grund des Steigungsverhaltens dieser Parabel ergibt sich für das Minimum hier die eine Lösung:
{\displaystyle m={\frac {S_{yy}-S_{xx}+{\sqrt {(S_{xx}-S_{yy})^{2}+4(S_{xy})^{2}}}}{2S_{xy}}}}
Die Gleichung der geometrischen Ausgleichsgeraden lautet somit:
{\displaystyle f(x)=m(x-{\overline {x}})+{\overline {y}}}

### Beispiel

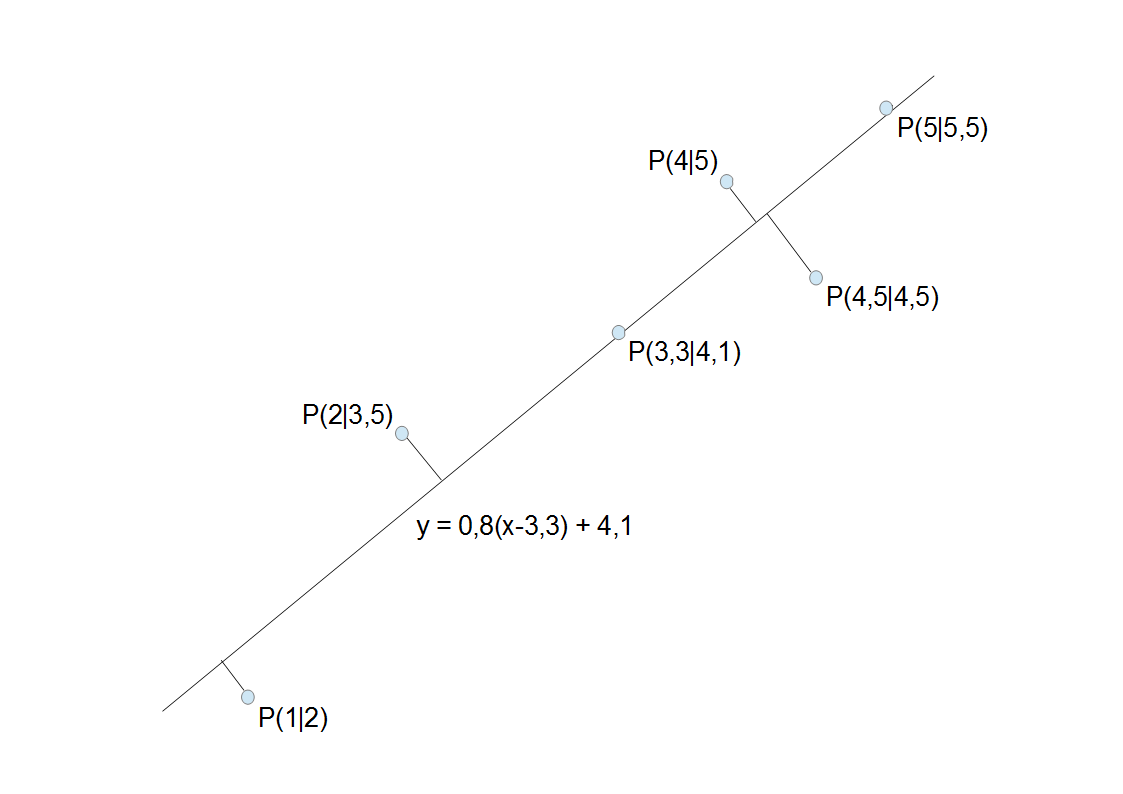
f(x) = 0,8 (x – 3,3) + 4,1

|            | {\displaystyle x_{i}}                 | {\displaystyle y_{i}}                 | {\displaystyle x_{i}-{\overline {x}}} | {\displaystyle y_{i}-{\overline {y}}} | {\displaystyle (x_{i}-{\overline {x}})^{2}} | {\displaystyle (x_{i}-{\overline {x}})(y_{i}-{\overline {y}})} | {\displaystyle (y_{i}-{\overline {y}})^{2}} |
| ---------- | ------------------------------------- | ------------------------------------- | ------------------------------------- | ------------------------------------- | ------------------------------------------- | -------------------------------------------------------------- | ------------------------------------------- |
| P1         | 1,0                                   | 2,0                                   | −2,3                                  | −2,1                                  | 5,29                                        | 4,83                                                           | 4,41                                        |
| P2         | 2,0                                   | 3,5                                   | −1,3                                  | −0,6                                  | 1,69                                        | 0,78                                                           | 0,36                                        |
| P3         | 4,0                                   | 5,0                                   | 0,7                                   | 0,9                                   | 0,49                                        | 0,63                                                           | 0,81                                        |
| P4         | 4,5                                   | 4,5                                   | 1,2                                   | 0,4                                   | 1,44                                        | 0,48                                                           | 0,16                                        |
| P5         | 5,0                                   | 5,5                                   | 1,7                                   | 1,4                                   | 2,89                                        | 2,38                                                           | 1,96                                        |
| Summe      | {\displaystyle 16{,}5}                | {\displaystyle 20{,}5}                | {\displaystyle 0{,}0}                 | {\displaystyle 0{,}0}                 | {\displaystyle S_{xx}=11{,}8}               | {\displaystyle S_{xy}=9{,}1}                                   | {\displaystyle S_{yy}=7{,}7}                |
| Mittelwert | {\displaystyle {\overline {x}}=3{,}3} | {\displaystyle {\overline {y}}=4{,}1} |                                       |                                       |                                             |                                                                |                                             |

{\displaystyle m={\frac {-4{,}1+{\sqrt {4{,}1^{2}+4\cdot 9{,}1^{2}}}}{2\cdot 9{,}1}}}
Es ergibt sich {\displaystyle m=0{,}8} und die geometrische Ausgleichsgerade lautet daher wie folgt:
{\displaystyle f(x)=0{,}8(x-3{,}3)+4{,}1}